# Jean-Pierre Mustier
Jean-Pierre Mustier, né à Chamalières (Puy-de-Dôme) le 18 janvier 1961, est un chef d'entreprise et banquier français.

## Biographie

### Jeunesse et formation
Jean-Pierre Mustier est ancien élève de l'École polytechnique (X81), passé par l'École des mines de Paris.              Il est le fils d’un gynécologue-obstétricien installé à Clermont-Ferrand et d’une pharmacienne universitaire.

### Parcours professionnel
Il entre à la Société générale en 1987. Il y occupe des postes de plus en plus importants à Paris, aux États-Unis, à Hong Kong, Tokyo et Londres. Vu comme un prodige avec une ascension aussi fulgurante que ses revenus : il gagne certaines années un bonus avoisinant les dix millions d'euros et acquiert un hôtel particulier parisien villa Montmorency. Il doit quitter cette banque en 2009 à la suite de l'affaire Jérôme Kerviel. Il y était au moment de la crise, depuis 2003, directeur de la Banque de financement et d'investissement et à ce titre supérieur hiérarchique (N+7) de Jérôme Kerviel ; il était aussi directeur général adjoint du groupe.
Il entre en 2011 au groupe bancaire italien Unicredit comme directeur général adjoint et il est responsable de la banque d'investissement jusqu'en 2014. Il devient alors associé de la société de gestion Tikehau Capital, où il s'occupe du développement international. Il est rappelé par le groupe Unicredit et en prend la tête, comme administrateur délégué, le 12 juillet 2016.
Il est président de l'European Banking Federation (Fédération bancaire de l'Union européenne) depuis juillet 2019.
En 2020, il apparaît parmi les successeurs possibles de Frédéric Oudéa à la tête de la Société générale. Mustier a l'idée d'une fusion entre la Société générale et Unicredit.
Approché en février 2020 pour reprendre la direction de HSBC, il ne donnera pas suite à cette proposition.
Le 30 novembre 2020, Jean-Pierre Mustier annonce son intention de mettre fin à ses fonctions à la tête d'Unicredit, à la suite d'un désaccord stratégique avec l'État italien concernant la reprise de la banque Monte dei Paschi di Siena.
En avril 2021, il lance, avec Bernard Arnault et Tikehau, un SPAC, baptisé Pegasus Europe, coté à la bourse d'Amsterdam.
Au cours de la crise touchant cette société, il est nommé en octobre 2023 président non exécutif d'Atos, en remplacement de Bertrand Meunier, avec mission de vendre Atos coupé en 2 morceaux : d'une part l'infogérance en pertes nommée « Tech Foundations », susceptible d'être vendue à Daniel Křetínský, et d'autre part les technologies de pointe nommées « Eviden », qui intéressent Airbus. Mustier accepte cette mission de transition très difficile sans être rémunéré, mais un homme d'affaires, Hervé Vinciguerra, menace de l'attaquer en justice pour « faute de gestion ».

## Affaire judiciaire
En juin 2010, Jean-Pierre Mustier a été sanctionné d'une amende de 100 000 euros pour délit d'initié par l'Autorité des marchés financiers pour des ventes d'actifs boursiers intervenues en août 2007 ; ces ventes ne sont pas liées à l'affaire Kerviel, mais probablement à la crise des subprimes aux États-Unis ; il n'a finalement pas fait appel. Mais en juillet 2010, le parquet, alerté par l'AMF, a considéré qu'il n'y avait pas suffisamment d'éléments pour des poursuites pénales.

## Distinctions
En 2006, il est fait chevalier de l'ordre national du Mérite.